# Sektion Freiburg-Breisgau des Deutschen Alpenvereins
Die Sektion Freiburg-Breisgau des Deutschen Alpenvereins (D.A.V.) e. V. (kurz DAV Freiburg) ist eine Sektion des Deutschen Alpenvereins in Freiburg im Breisgau. Sie wurde am 17. Januar 1881 gegründet. Der DAV Freiburg ist somit eine der ältesten und mit 19.947 Mitgliedern (Stand: 31. Dezember 2024) eine der größten Sektionen des Deutschen Alpenvereins auf Platz 13 sowie einer der größeren Sportvereine Deutschlands.

## Geschichte
1919 gründete sich in Freiburg in deutlicher Abgrenzung zur existierenden Honoratiorensektion die zweite Sektion „Breisgau“. 1969 wurde die Partnerschaft mit der Sektion Franche Comté Club Alpine Français Besançon des Club Alpin Français geschlossen. 1981 100-jähriges Sektionsjubiläum mit 3217 Mitgliedern, Partnerschaft mit der Sektion Padua des Club Alpino Italiano.

## Sektionsvorsitzende
Eine chronologische Übersicht über alle Präsidenten der Sektion seit Gründung.
| Amtszeit       | Präsident              | Anmerkung                                          |
| -------------- | ---------------------- | -------------------------------------------------- |
| 1881–1890      | Wilhelm Jakob Behaghel | Hofrat                                             |
| 1890–1896      | Neumann                |                                                    |
| 1896–1899      | Stebel                 | Rechtsanwalt                                       |
| 1899–1903      | Killian                | Hochschullehrer                                    |
| 1903–1907      | Friedrich Oltmanns     |                                                    |
| 1907–1914      | Grabendörfer           |                                                    |
| 1914–1919      | Baumann                | Oberbauinspektor, stellvertretende Sektionsführung |
| 1919–1924      | Grabendörfer           |                                                    |
| 1924–1936      | Richard Schaudig       | Hauptlehrer                                        |
| 1936–1937      | Buisson                | Regierungsbaurat, stellvertretende Sektionsführung |
| 1937–1939      | Pahl                   |                                                    |
| 1939–1945      | Pfeiffer               | Direktor                                           |
| 1945–1950      | –                      | „aufgelöst“                                        |
| 1950–1960      | Carl Schilling         |                                                    |
| 1960–1964      | Willi Mußler           |                                                    |
| 1964–1972      | Herbert Schäufele      | Finanzgerichtsrat                                  |
| 1972–00??      | Hans Schuldis          | Handelsbevollmächtigter                            |
| 00??–2013      | Wilfried Sing          |                                                    |
| 2013–2016      | Christoph Paradeis     |                                                    |
| 2016–2017      | Jakob Lohmann          |                                                    |
| 2017–2019      | Manfred Sailer         |                                                    |
| seit Nov. 2019 | Felix Ratzkowski       |                                                    |

## Bekannte Personen
- (1856–1926) Friedrich Kluge
- (1873–1949) Wilhelm Paulcke
- (1874–1941) Robert Liefmann
- (1878–1951) Henry Hoek
- (1889–1974) Arnold Fanck

## Hütten der Sektion

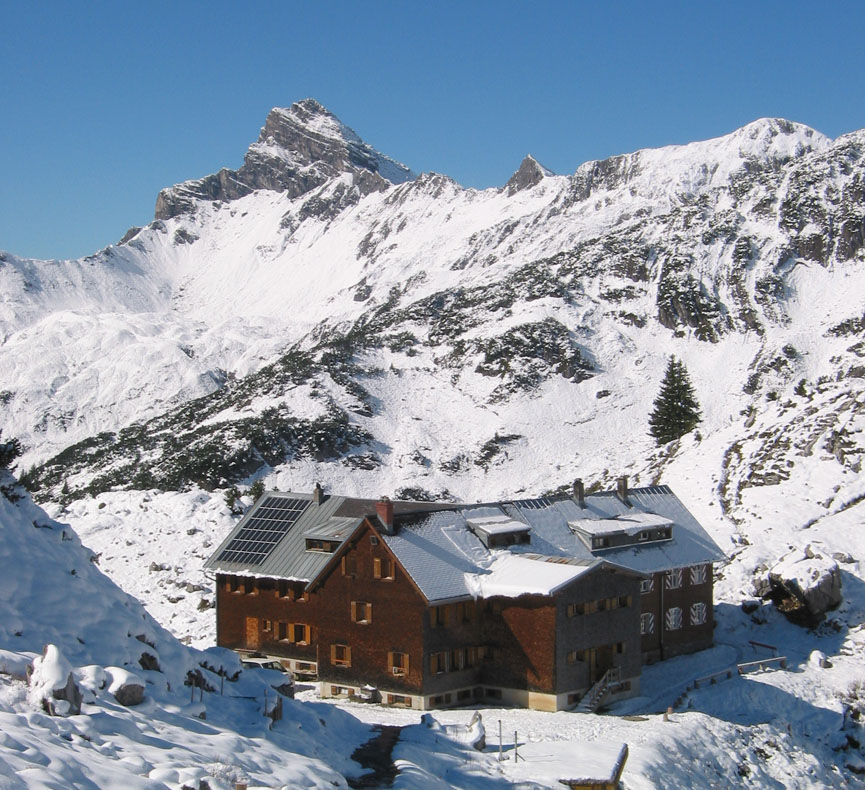
Blick auf die Freiburger Hütte.

- Freiburger Hütte, 1931 m (Lechquellengebirge) (erbaut: 1912)
- Ramshaldenhütte, 1035 m (Schwarzwald) 1925 erwirbt die „Sektion Breisgau“ ihre eigene Hütte: die heutige „Ramshalde“.[8]

### Ehemalige Hütte der Sektion
- Alte Freiburger Hütte

## Kletteranlage der Sektion
- DAV-Kletterzentrum Freiburg[9]